# Фурнельш-да-ла-Селба
Фурнельш-да-ла-Селба — муніципалітет у комарці Жиронес, що є частиною міського району Жирона.
Північний кордон проходить з муніципалітетом Жирона; південний з Ріуделлотс-де-ла-Сельва і Камплонг; на сході з Квартом і Ламбільєм; і на заході з Вілабларейкс і Айгуавіва. Муніципалітет займає площу 11,88 км2, а населення у 2014 році становило 2479 осіб. 

## Транспорт
Форнельс-де-ла-Сельва знаходиться 7 км на південь від Жирони через N-IIa. Він також має власну залізничну станцію (продаж квитків наразі закрито), яка обслуговується регіональною лінією Ренфе з Барселони до Порбоу. Це також 5 км від аеропорту Жирона-Коста-Брава.